# Грёнвольд, Роар
Роар Грёнвольд (норв. Roar Grønvold; род. 19 марта 1946, Ytre Sandsvær Municipality, Бускеруд) — норвежский конькобежец, серебряный призёр Олимпийских игр 1972 года на дистанциях 1500  и 5000 метров, серебряный призёр чемпионата мира в классическом многоборье 1972 года, серебряный призёр чемпионата Европы 1972 года, чемпион Норвегии в классическом многоборье (1972).

## Биография
Роар Грёнвольд дебютировал в  составе сборной Норвегии на Оимпиаде-1968, заняв 13 место на дистанции 500 метров. В 1970 и 1971 годах он становился втором на чемпионате Норвегии в классическом многоборье. Самым успешным стал 1972 год, Роар Грёнвольд завоёвывал серебро на двух дистанциях Олимпийских игр, чемпионате мира и чемпионате Европы. В 1973 и 1974 годах он успешно выступал в профессиональной конькобежной лиге, завоевав два серебра и бронзу на чемпионатах Европы и мира, проводимых лигой. После её распада в 1974 закончил спортивные выступления. Роар Грёнвольд два года тренировал конькобежную молодёжную сборную Норвегии, затем работал футбольным тренером в командах низших лиг и физиотерапевтов.

## Спортивные достижения
| Год  | Чемпионат Европы | ЧМ многоборье | ЧМ спринт | Олимпийские игры |
| ---- | ---------------- | ------------- | --------- | ---------------- |
| 1968 |                  |               |           | 13e 500 м        |
| 1969 |                  |               |           |                  |
| 1970 | 6e               |               |           |                  |
| 1971 | 8e               |               |           |                  |
| 1972 | 2                | 2             | 6e        | 1500 м · 5000 м  |